# 贝德日赫·谢巴尔
贝德日赫·谢巴尔（捷克語：Bedřich Schejbal，1874年—？），捷克男子击剑运动员。他曾代表波希米亚参加1908年和1912年夏季奥林匹克运动会击剑比赛，其中1908年奥运会获得一枚铜牌。